# Configuración regional
En informática, la configuración regional —conocida como locale en inglés— es un conjunto de parámetros que define el idioma, país y cualquier otra preferencia especial que el usuario desee ver en su interfaz de usuario.
Generalmente, un identificador de configuración regional consiste como mínimo de un identificador de idioma y un identificador de región. Este concepto es de fundamental importancia en el campo de la localización de idiomas.

## Ejemplos de configuración
- Formáto numérico: 1,234.56 ; 1.234,56 ; 1.234'56 ...
- Formato de fecha: 11/10/1986, 11/25/1987 ...
- Formato de moneda: 50,00€ ; 5,-€ ; €666 ...
- Formato de papel: Legal, A4, B3...